# La Gorce Peak
La Gorce Peak är en bergstopp i Antarktis. Den ligger i Västantarktis. Nya Zeeland gör anspråk på området. Toppen på La Gorce Peak är 822 meter över havet.
Terrängen runt La Gorce Peak är platt österut, men västerut är den kuperad. Trakten är obefolkad. Det finns inga samhällen i närheten.